# Мандрыка, Павел Владимирович
Павел Владимирович Мандрыка (род. 30 октября 1966, Красноярск, СССР) — российский историк, археолог, специалист по археологии Сибири. Доктор исторических наук.

## Биография
Родился 30 октября 1966 года в Красноярске.
В 1990 году окончил исторический факультет Красноярского государственного педагогического института по специальности «история, обществоведение и советское право». После окончания университета остался в нём в качестве сотрудника. 
В 1995—2005 годах — заведующий лабораторией археологии Красноярского краевого дворца пионеров. На этом посту занимался организацией детских археологических исследований и экспедиций.
В 1998 году в Кемеровском государственном университете под научным руководством доктора исторических наук, профессора А. И. Мартынова защитил диссертацию на соискание учёной степени кандидата исторических наук по теме «Ранний железный век подтаёжной зоны среднего Енисея» (специальность 07.00.06 — Археология).
С 1999 года — заведующий лабораторией археологии, этнографии и истории Сибири Красноярского государственного университета (с 2006 года — Сибирского федерального университета). В мае 2020 года лаборатория была переименована в лабораторию археологии Енисейской Сибири.
В 2005—2021 годах — доцент, профессор кафедры всеобщей истории Гуманитарного института Сибирского федерального университета.
В 2018 году в Алтайском государственном университете защитил диссертацию на соискание учёной степени доктора исторических наук по теме «Бронзовый и ранний железный век в южной тайге среднего Енисея и низовьях Ангары» (научный консультант — доктор исторических наук, профессор Ю. С. Худяков) (специальность 07.00.06 — Археология).
С 2021 года — профессор кафедры истории России, мировых и региональных цивилизаций Гуманитарного института Сибирского федерального университета.

## Научная деятельность
Является автором более 200 научных публикаций. Лаборатория археологии Енисейской Сибири ведёт комплексное изучение материальной и духовной культуры древнего населения Сибири и экологических условий обитания древних людей, осуществляет организацию экспедиций и полевой практики для студентов СФУ. Её сотрудниками были открыты десятки памятников археологии, получены новые уникальные материалы по всем эпохам древней истории Сибири, создана источниковая база для разработки курсовых и дипломных проектов, а также подготовки научных публикаций.

## Научные труды

### Диссертации
- Мандрыка П. В. Ранний железный век подтаёжной зоны среднего Енисея: Автореф. дис. ... канд. ист. наук / Кемерово, 1998 — 24 с.
- Мандрыка П. В. Бронзовый и ранний железный век в южной тайге среднего Енисея и низовьях Ангары: Автореф. дис. докт. ист. наук / Барнаул, 2018 — 54 с.

### Монографии
- Мандрыка П. В., Ямских А. А., Орлова Л. А., Ямских Г. Ю., Гольева А. А. Археология и палеоэкология многослойного поселения Бобровка на Среднем Енисее. Красноярск, 2003. 138 с.

### Учебные пособия
- Мандрыка П. В., Дедик А. В., Сенотрусова П. О., Вдовенкова М. В., Комарова О. С. Археологическое изучение подворья летнего дома архиерея в городе Красноярске. Красноярск, 2021. 23 с.